# Орден Досконалості
Орден Досконалості — державна нагорода Грузії, заснована рішенням Парламенту Грузії № 1553 від 31 липня 2009 для нагородження видатних діячів культури, освіти, науки, мистецтва, спорту та інших сфер за видатні заслуги.

## Положення про нагороду
Орден Досконалості вручається видатним діячам культури, освіти, науки, мистецтва, спорту та інших сфер за видатні заслуги. 

Орден Досконалості вручається грошова премія в розмірі 4 000 ларі.

## Нагороджені
1. Ілія II — (8 квітня 2010) Католикос-Патріарх всієї Грузії[1]
2. Придон Тодуа — (8 квітня 2010) академік, заступник голови парламенту Грузії[1]
3. Манана Доїджашвілі — (8 квітня 2010) ректор тбіліської консерваторії[1]
4. Гурам Дочанашвілі — (8 квітня 2010) письменник[2]
5. Реваз Гагуа — (8 квітня 2010) директор національного онкологічного центру[3]
6. Дімітрі Еріставі — (8 квітня 2010) художник[3]
7. Тамаз Чхенкелі — (8 квітня 2010) поет[3]
8. Бесик Харанеулі — (8 квітня 2010) поет[3]
9. Додо Кікалішвілі — (8 квітня 2010)[3]
10. Важа Орделадзе — (8 квітня 2010 року)[3]
11. Гага Кікнадзе — (8 квітня 2010) архітектор[3]
12. Леван Мушкудіані — (8 квітня 2010) архітектор[3]
13. Олександрі Ронделі — (8 квітня 2010) політолог[2]
14. Ламара Маргвелашвілі — (8 квітня 2010) педагог[2]
15. Катерина Маєрінг-Мікадзе — (8 квітня 2010) посол Грузії в арабських країнах Перської затоки[2]
16. Мікеле Ді Лукки — (8 квітня 2010) італійський архітектор[1]
17. Давид Нінідзе — (8 квітня 2010) заступник мера Тбілісі[4]
18. Деві Чанкотадзе — (26 травня 2010) начальник Об'єднаного штабу Збройних Сил Грузії[5]
19. Резо Чеішвілі (30 квітня 2010) письменник, кіносценарист[6]
20. Ніно Ананіашвілі — (26 травня 2010) балерина, керівник державного театру опери та балету[5]
21. Олександрі Беставашвілі — (26 травня 2010) керівник грузинської діаспори Великої Британії[5]
22. Володимир Гургенідзе — (26 травня 2010) глава «Ліберті банку», 7-й прем'єр-міністр Грузії[5]
23. Ніколоз (Ніко) Вачєїшвілі — (26 травня 2010) начальник департаменту охорони пам'яток при міністерстві культури Грузії[5]
24. Альберто Домінго Кабо — (26 травня 2010) іспанський архітектор[5]
25. Коба Накопія — (26 травня 2010) власник компанії «Кварцит», депутат[5]
26. Нані Брегвадзе — (26 травня 2010) виконавиця романсів[5]
27. Ніно Сухішвілі — (26 травня 2010) співкерівник національного балету Грузії[5]
28. Іліко Сухішвілі — (26 травня 2010) співкерівник національного балету Грузії[5]
29. Джемал Чкуаселі — (26 травня 2010) керівник ансамблю «Ерісіоні»[5]
30. Роланд Ахалая — (26 травня 2010 року) прокурор регіону Самегрело — Земо Сванеті[5]
31. Хатер Массад — (26 травня 2010) глава підрозділу нерухомості RAK Investment Authority (RAKIA)[5]
32. Леван Алексідзе — (26 травня 2010) академік[5]
33. Юлон Гагошідзе — (26 травня 2010) екс-держміністр Грузії з питань діаспор[5]
34. Екатеріне Зґуладзе — (26 травня 2010) заступник міністра внутрішніх справ[5]
35. Роман Ахалая — (26 травня 2010) головний лікар Зугдідській центральної лікарні[5]
36. Рамаз Ніколаїшвілі — (26 травня 2010) керівник департаменту автомобільних доріг[5]
37. Даніел Кунин — (26 травня 2010) радник президента Грузії[5]
38. Шаміль Кортошідзе — (26 травня 2010) співак[7]
39. Ніаз Діасамідзе — (26 травня 2010) співак, лідер групи «33-А»[7]
40. Іраклій Езугбая — (26 травня 2010) глава Грузинської залізниці[5]
41. Рісмаг Гордезіані — (10 червня 2010) професор Тбіліського державного університету[8]
42. Леван Цагурія — (24 червня 2010) спортсмен сумоїст[9]
43. Ян Табачник — (27 липня 2010) композитор, депутат Верховної Ради України[10]
44. Ніно Сургуладзе — (5 вересня 2010) оперна співачка[11]
45. Паата Бурчуладзе — (13 вересня 2010) оперний співак, керівник благодійного фонду «Іавнана»[12]
46. Олег Басилашвілі — (14 жовтня 2010) радянський та російський актор театру та кіно, народний артист СРСР.[13][14]
47. Георгій Арсенішвілі — (18 листопада 2010) депутат Парламенту Грузії. (нагороджений посмертно)[15]
48. Сіммонс Роберт — (19 листопада 2010 року) спецпредставник генерального секретаря НАТО на Південному Кавказі і в Центральній Азії.[16]
49. Мамука Хазарадзе — (29 грудня 2010) президент «ТВС банку»[17]
50. Ламара Чконія — (18 січня 2011) оперна співачка[18]
51. Едіте Мілдажіте — (26 січня 2011) литовська журналістка[19]
52. Давид Дарчіашвілі — (28 січня 2011) глава комітету парламенту Грузії з євроінтеграції[20]
53. Отар Зурабішвілі — (26 травня 2011) голова ради директорів Асоціації грузин у Франції[21]
54. Арвідас Сабоніс — (26 травня 2011) знаменитий литовський баскетболіст[21]
55. Давид Лорткіпанідзе — (26 травня 2011) директор Національного музею Грузії[21]
56. Натела Жорданія — (26 травня 2011) керівник асоціації «Грузинське збори»[21]
57. Реджеп Жорданія — (26 травня 2011)[21]
58. Тамар Чхенкелі — (26 травня 2011)[21]
59. Вахтанг Мачаваріані — (26 травня 2011) диригент[21]
60. Таріел Чантурія — (26 травня 2011) поет[21]
61. Георгій Вашадзе — (26 травня 2011) заступник міністра юстиції[21]
62. Русудан Петвішвілі — (26 травня 2011) художник[21]
63. Давид Сакварелідзе — (26 травня 2011) перший заступник головного прокурора[21]
64. Тамар Квесітадзе — (26 травня 2011) скульптор[21]
65. Реваз Габріадзе — (26 травня 2011) письменник, сценарист, режисер, драматург[21]
66. Мамука Гварамія — (26 травня 2011) прокурор Ваке-Сабурталінського району Тбілісі[21]
67. Геннадій Качибей — (26 травня 2011) головний прокурор слідчого відділу[21]
68. Ерік Фурньє — (14 жовтня 2011) посол Франції в Грузії.[22]
69. Гія Пірадашвілі — (16 листопада 2011) бізнесмен, за внесок, внесений в розвиток Кахеті.[23]
70. Сергі Капанадзе (23 листопада 2011 року) заступник міністра закордонних справ Грузії[24]
71. Торніке Гордадзе (23 листопада 2011) заступник міністра закордонних справ Грузії[24]
72. Тамара Ковзірідзе (23 листопада 2011) радник прем'єра-міністра Грузії[24]
73. Саломе Самадашвілі (23 листопада 2011) посол Грузії при ЄС[24]
74. Гела Чарквіані (23 листопада 2011) постійний представник Грузії в Міжнародній морській організації[25]
75. Вахтанг Канкава (23 листопада 2011) за внесок, внесений в розвиток наукових технологій[25]
76. Рафаель Глюксманн (23 листопада 2011) французька публіцист[25]
77. Бакур Квезерелі (23 листопада 2011) екс-міністр сільського господарства Грузії[24]
78. Ніно Катамадзе (23 листопада 2011) джазова співачка[24]
79. Річі Діксон (18 грудня 2011) екс-оловний тренер збірної Грузії з регбі[26]
80. Ігор Кокошко (18 грудня 2011) головний тренер збірної Грузії з баскетболу[26]
81. Бесик Ліпартеліані (18 грудня 2011) президент федерації баскетболу Грузії[26]
82. Георгій Ніжарадзе (18 грудня 2011) президент союзу регбі Грузії[26]
83. Георгій Очиаурі (11 січня 2012) скульптор, художник [[27]
84. Леван Варшаломідзе (14 січня 2012) Голова автономної республіки Аджарія [[28]
85. Татішвілі Гурам (9 лютого 2012) віце-президент Академії медичних наук Грузії[29]
86. Темур Якобашвілі (14 лютого 2012) посол Грузії в США [[30]
87. Гульнара Чапідзе (14 лютого 2012) президент Академії медико-соціальних наук Грузії [[31]
88. Анзор Алханашвілі (5 березня 2012) хірург [[32]
89. Шота Гамкрелідзе (4 квітня 2012), академік, психіатр[33]
90. Дональд Трамп (22 квітня 2012) американський бізнесмен [[34]
91. Андро Габісонія (16 жовтня 2013) заступник директора Черкесского (адигзькому) культурного центру в Грузії.
92. Олександр Гурцкая (17 жовтня 2013), почесний Президент природничо гімназії ім. А. Гурцкая — GG, у м. Зугдіді, Грузія. [[35]
93. Джімшер Гурцкая (17 жовтня 2013), засновник природничо гімназії ім. А. Гурцкая — GG, у м. Зугдіді, Грузія [[36]
94. Реваз Адамія (2016), грузинський біолог та дипломат

## Відмовилися від нагороди
1. Лана Гогоберідзе — кінорежисер[37]